# داماني هورتون
داماني هورتون (بالإنجليزية: Damani Horton)‏ (مواليد 28 أكتوبر 1979) لاعب كرة قدم دومينيكي دولي يجيد اللعب في خط الهجوم .

## روابط خارجية
- داماني هورتون على موقع قاعدة بيانات كرة القدم.إي يو (الإنجليزية)
- داماني هورتون على موقع ناشيونال فوتبول تيمز (الإنجليزية)